# Faissault
Faissault és un municipi francès situat al departament de les Ardenes i a la regió del Gran Est. L'any 2007 tenia 200 habitants.

## Demografia

### Població
El 2007 la població de fet de Faissault era de 200 persones. Hi havia 76 famílies de les quals 12 eren unipersonals (8 homes vivint sols i 4 dones vivint soles), 28 parelles sense fills, 32 parelles amb fills i 4 famílies monoparentals amb fills.
La població ha evolucionat segons el següent gràfic:
Habitants censats

### Habitatges
El 2007 hi havia 86 habitatges, 78 eren l'habitatge principal de la família, 3 eren segones residències i 5 estaven desocupats. 85 eren cases i 1 era un apartament. Dels 78 habitatges principals, 69 estaven ocupats pels seus propietaris, 7 estaven llogats i ocupats pels llogaters i 2 estaven cedits a títol gratuït; 2 tenien dues cambres, 5 en tenien tres, 15 en tenien quatre i 57 en tenien cinc o més. 66 habitatges disposaven pel capbaix d'una plaça de pàrquing. A 25 habitatges hi havia un automòbil i a 49 n'hi havia dos o més.

### Piràmide de població
La piràmide de població per edats i sexe el 2009 era:
| Homes | Edats   | Dones |
| ----- | ------- | ----- |
| 0     | 95 o +  | 0     |
| 0     | 90 a 94 | 0     |
| 0     | 85 a 89 | 4     |
| 0     | 80 a 84 | 0     |
| 0     | 75 a 79 | 0     |
| 0     | 70 a 74 | 0     |
| 12    | 65 a 69 | 8     |
| 4     | 60 a 64 | 8     |
| 4     | 55 a 59 | 8     |
| 4     | 50 a 54 | 4     |
| 8     | 45 a 49 | 8     |
| 20    | 40 a 44 | 8     |
| 8     | 35 a 39 | 24    |
| 4     | 30 a 34 | 0     |
| 4     | 25 a 29 | 0     |
| 0     | 20 a 24 | 8     |
| 24    | 15 a 19 | 4     |
| 12    | 10 a 14 | 8     |
| 4     | 5 a 9   | 12    |
| 0     | 0 a 4   | 4     |

## Economia
El 2007 la població en edat de treballar era de 136 persones, 94 eren actives i 42 eren inactives. De les 94 persones actives 93 estaven ocupades (56 homes i 37 dones) i 1 aturada (1 home). De les 42 persones inactives 12 estaven jubilades, 9 estaven estudiant i 21 estaven classificades com a «altres inactius».

### Ingressos
El 2009 a Faissault hi havia 78 unitats fiscals que integraven 208,5 persones, la mediana anual d'ingressos fiscals per persona era de 18.622 €.

### Activitats econòmiques
Dels 12 establiments que hi havia el 2007, 4 eren d'empreses de construcció, 3 d'empreses de comerç i reparació d'automòbils, 1 d'una empresa de transport, 2 d'empreses d'hostatgeria i restauració, 1 d'una empresa immobiliària i 1 d'una empresa classificada com a «altres activitats de serveis».
Dels 2 establiments de servei als particulars que hi havia el 2009, 1 era un guixaire pintor i 1 fusteria.
L'únic establiment comercial que hi havia el 2009 era una carnisseria.
L'any 2000 a Faissault hi havia 6 explotacions agrícoles.

## Poblacions més properes
El següent diagrama mostra les poblacions més properes.